# Harig spookkreeftje
Het harig spookkreeftje of de machospookkreeft (Caprella mutica) is een langwerpig vlokreeftje uit de familie spookkreeftjes (Caprellidae). De wetenschappelijke naam van de soort is voor het eerst geldig gepubliceerd in 1935 door Schurin.

## Kenmerken
Deze spookkreeft lijkt op het wandelend geraamte: hij heeft een langgerekt lichaam, duidelijk in segmenten onderverdeeld, en de middelste segmenten dragen kleine pootjes. De spookkreeft heeft stompe stekels op de rug. Bovendien is de voorzijde van het lichaam bij de mannetjes bedekt met lange haren. Het harig spookkreeftje wordt circa twee centimeter lang.

## Voorkomen
Het harig spookkreeftje komt oorspronkelijk voor in Oost-Azië. Door transport in ballastwater of door de Japanse oesterkweek is de soort sedert de jaren negentig ook in Europese wateren beland. In Nederland wordt de soort sinds 1993 waargenomen. Daar werd eerst gedacht dat het een nog niet beschreven soort betrof, waarop Platvoet, De Bruyne & Gmelig Meyling hem in 1995 de naam Caprella macho gaven, maar naderhand werd vastgesteld dat de nieuwe naam een synoniem was van de al in 1935 door Schurin gepubliceerde naam Caprella mutica.

## Leefgebied
De spookkreeft leeft in ondiep sublittoraal tot 10 m diepte, op wieren en hydroïdpoliepen.